# 2029 Binomi
Tiểu hành tinh 2029 Binomi được nhà vũ trụ Thụy Sĩ Prof. Paul Wild phát hiện ra khi ông đang ở đài quan sát Zimmerwald gần Bern, Thụy Sĩ vào ngày 11 tháng 9 năm 1969.